# Gavin Pring
Gavin Leslie Pring (* 8. července 1978, Liverpool) je britský zpěvák a muzikant, který je známý především z kapel The Fab Four a George Harry’s Son, kde imituje George Harrisona.

## Biografie
Narodil se a vyrůstal v Liverpoolu, zde také začal s imitováním George Harrisona a stal se členem první revivalové kapely The Blue Meanies. Později se přestěhoval do USA, kde si založil svoji vlastní kapelu George Harry’s Son, se kterou jezdí po celém světě a pravidelně vystupuje na ročním Beatleweeku v Liverpoolu. Díky jeho skvělé imitaci Harrisona, mu bylo v roce 2005 nabídnuto místo v revivalové kapele The Fab Four. Zde hrál nejprve v obsazení pod názvem „Fab Four Mania“, které vystupovalo pouze v nočních hodinách po Las Vegas a od roku 2009 vystupuje s oficiálním The Fab Four, kde se střídá s Michaelem Amadorem.